# Protelpidia murrayi
Protelpidia
Genre
Espèce
Protelpidia murrayi, unique représentant du genre Protelpidia, est une espèce d'holothuries (ou « concombres de mer ») de la famille des Elpidiidae et vivant dans les grands fonds.

## Description
Protelpidia murrayi ressemble à un petit ballon gélatineux. Dans sa publication de 1879, Hjalmar Théel indique que le spécimen en sa possession présente un corps ovale avec une partie dorsale nettement convexe et mesure environ 20 mm de longueur sur 10 mm de largeur. 

## Systématique
Le nom valide complet (avec auteur) de ce taxon est Protelpidia murrayi (Théel (d), 1879).
L'espèce a été initialement classée dans le genre Elpidia sous le protonyme Elpidia murrayi Théel, 1879,
.
Protelpidia murrayi a pour synonyme :
- Elpidia murrayi Théel, 1879

Le genre Protelpidia a été créé en 1983 par Gebruk (d),.

### Publications originales
- Genre Protelpidia :
  - (ru) A.V. Gebruk, « Protelpidia, a new genus of abyssal holothurians (Elasipoda, Elpidiidae) », Zoologicheskii Zhurnal, RAS, vol. 62, no 7,‎ 1983, p. 1038-1043 (ISSN 0044-5134 et 3034-5456).
- Espèce Protelpidia murrayi  sous le taxon Elpidia murrayi :
  - (en) Hjalmar Théel, « Preliminary Report on the Holothuridae of the Exploring Voyage of H.M.S. "Challenger" under Professor Sir C. Wyville Thomson F.R.S. Part I », Bihang till Kongliga Svenska Vetenskaps-Akademiens Handlingar, Stockholm, vol. 5, no 19,‎ 1879, p. 1-20 (ISSN 0284-7280, OCLC 7646576, lire en ligne).